# ヨーゼフ・シュースター (チェリスト)
ヨーゼフ・シュースター（Joseph Schuster, 1903年 イスタンブール - 1969年）は、ロシア系のチェリスト。

## 経歴
ロシア帝国への道中でアレクサンドル・グラズノフに演奏を聴いてもらう。感銘を受けたグラズノフの後押しで、10歳でペテルブルク音楽院に入学する。1917年のロシア革命で家族と共にベルリンに逃れ、ベルリン高等音楽学校に入学してフーゴ・ベッカーの薫陶を受ける。1929年、ヴィルヘルム・フルトヴェングラー配下の栄えあるベルリン・フィルハーモニー管弦楽団にチェロ独奏者として入団した。
1934年にドイツを去ってニューヨークに移住する。ニューヨークでのデビューは批評家に大評判となり、招かれてニューヨーク・フィルハーモニー管弦楽団のチェロ独奏者となる。ニューヨーク時代の数々の栄光の中でも、1943年11月13日の演奏会はシュースターの頂点の一つとなった。ブルーノ・ワルターの指揮でリヒャルト・シュトラウスの《ドン・キホーテ》を上演することが予定されていたのだが、その日ワルターは急病になってしまい、代役に抜擢されたレナード・バーンスタインが、ニューヨーク・フィルハーモニー管弦楽団におけるデビューを果たしたのであった。かくて聴衆や記者の圧倒的に熱狂的な反応を受けてバーンスタインの活動が始まるが、演奏家としてその第一歩を支えたひとりがシュースターなのであった。
1940年代後半に、ソリストとしての活動に専従するためニューヨーク・フィルハーモニー管弦楽団を退任する。キャサリン夫人と息子ジョンとともに1947年にカリフォルニア州のビバリーヒルズに転居し、これ以後は国内外で演奏旅行を行い、リサイタルを開くだけでなく、偉大な指揮者や主要なオーケストラと共演した。ヨーロッパや中南米、アジアにおいてしめて9回の演奏旅行を行い非常に大成功を収めた。フルトヴェングラーやワルター以外で共演した指揮者に、アルトゥーロ・トスカニーニ、ディミトリ・ミトロプーロス、アルトゥール・ロジンスキ、ブルーノ・ワルター、ラファエル・クーベリック、オイゲン・ヨッフム、ゲオルク・ショルティ、ヘルベルト・フォン・カラヤン、オイゲン・ヨッフム、ズービン・メータがいる。

## 演奏活動・録音
名手や有名なオーケストラと共演して、ソナタや室内楽曲、協奏曲の録音を数多く遺している。とりわけフリードリヒ・ヴューラーとの共演による、米ヴォックス社へのベートーヴェンのチェロ・ソナタ全集の録音は、シュースターの代表的な音源である。ラジオやテレビにも出演して演奏した。

## 使用楽器
エマヌエル・フォイアーマンのかつての愛器（1720年製のゴフリラのチェロ）を入手して愛用した（現在はヤッシャ・シルバーステインの手に渡っている）。

## 註
1. ↑  , Cembal d'amour artist biography for Jascha Silberstein accessed March 6, 2008